# کورکور شانه‌سیاه
کورکور شانه‌سیاه (Elanus axillaris)، پرنده شکاری است که زیستگاهش در سراسر استرالیاست. شبیه گونه‌های مشابهی چون کورکور بال‌سیاه است که در آفریقا، اوراسیا و آمریکای شمالی یافت می‌شود. اندازه آن حدود ۳۵ سانتیمتر (۱۴ اینچ) و طول بال‌های گسترده ۸۰–۱۰۰ سانتیمتر (۳۱–۳۹ اینچ) است. کورکور شانه‌سیاه بالغ دارای پرهای عمدتاً خاکستری مایل به سفید و خطوط سیاه برجسته در بالای چشمان قرمز خود است. نام خود را از لکه‌های سیاه روی بال‌هایش گرفته‌است.
این گونه بین ماه اوت و ژانویه تولید مثل می‌کنند. سه یا چهار تخم گذاشته شده و حدود سی روز روی تخم خوابیدن به طول می‌انجامد. جوجه‌ها در عرض پنج هفته پس از خارج شدن از تخم به‌طور کامل رشد می‌کنند و می‌توانند در عرض یک هفته پس از خروج از لانه موش‌ها را شکار کنند. کورکور شانه سیاه در علفزارهای باز شکار می‌کند و با شناور شدن و پویش پیوسته زمین به دنبال طعمه خود می‌گردد. به‌طور عمده جوندگان کوچک، به ویژه موش می‌خورد و از اصلاح چشم‌انداز استرالیا توسط کشاورزی سود برده‌است. در فهرست سرخ آی.یو.سی.ان اتحادیه بین‌المللی حفاظت از طبیعت (IUCN) از «گونه‌های در معرض انقراض» به عنوان کمترین نگرانی در نظر گرفته شده‌است.

## طبقه‌بندی
کورکور شانه‌سیاه اولین بار توسط جان لاثام، پزشک، طبیعت‌شناس و نویسنده اهل انگلستان در سال ۱۸۰۱ با نام Falco axillaris توصیف شد. نام خاص آن از کلمه لاتین axilla، به معنای زیر بغل ("armpit") گرفته شده‌است که به لکه‌های تیره زیر بال‌ها اشاره دارد. او گزارش داد که این توصیف از پرنده‌ای است که به مدت دو ماه در کلنی اولیه نگهداری شده بود. توصیف گونه بر اساس یکی از چهار نقاشی از نقاش استرالیایی توماس واتلینگ برای پرنده‌ای در منطقه سیدنی در دهه ۱۷۹۰ بود.